# Simone Segouin
Pour les articles homonymes, voir Minet et Segouin.
Simone Segouin, également connue par son nom de guerre Nicole Minet, née le 3 octobre 1925 à Thivars près de Chartres (Eure-et-Loir) et morte le 21 février 2023 à Courville-sur-Eure (Eure-et-Loir), est une résistante française engagée dans les Francs-tireurs et partisans (FTP).

## Biographie
Fille d’agriculteurs communistes, entourée de trois frères, Simone Segouin travaille au sein de la ferme familiale lorsque la Seconde Guerre mondiale éclate. C’est en 1944, alors âgée de 18 ans, qu’elle entre dans la Résistance.
Son père, conseiller municipal et résistant actif, doit fournir aux Allemands une liste de jeunes filles du village, sans emploi, susceptibles de les servir au château de Spoir, sur la commune voisine de Mignières, où ils étaient installés. Les Allemands souhaitent engager Simone comme couturière. De crainte que le réseau de résistance ne soit découvert, le père demande à sa fille de quitter le foyer familial.
C’est à ce moment qu’elle s’engage dans la Résistance chartraine aux côtés de son futur compagnon, le lieutenant Roland Boursier, avec une envie toute particulière de suivre les traces de son père.

« Mon père avait fait la guerre de 14 et s’était engagé à 18 ans ; c’était un grand résistant », raconte-t-elle. « On n’en parle pas, mais il avait participé à la libération du camp de Voves… c’était vraiment un résistant important ! »

La complicité qui l’unissait alors à son père est unique, car aucun de ses trois frères ne s’est engagé dans la Résistance. Elle semble avoir été bercée dans le patriotisme depuis son enfance : « Les Allemands étaient des ennemis… On était français ! ».
C’est alors, sous le pseudonyme de Nicole Minet, que débute sa nouvelle vie. Le groupe des Francs-tireurs et partisans (FTP) qu’elle rejoint lui fournit une carte d’identité en bonne et due forme. L’état-civil de Dunkerque ayant été bombardé, elle devient, comme un grand nombre de résistants, native de Dunkerque.
Sa première mission est de voler la bicyclette d’une coursière allemande. Alors que celle-ci est dans la poste de Chartres, Nicole s’empare de sa bicyclette qui devient, après avoir été repeinte, son véhicule de liaison. Pendant un an, la jeune femme parcourt l'Eure-et-Loir en tant qu'agente de liaison. Elle transporte des armes et des messages au nez et à la barbe des Allemands. Après de nombreuses missions entre Châteaudun, Dreux et Chartres, les FTP lui proposent assez rapidement de prendre les armes.
Il s’ensuit alors une formation très stricte dans le maniement des armes. « Il fallait montrer son courage et ses opinions. » Elle devient une des rares femmes à participer à des combats de rues, ce qui lui donne une place atypique et respectée au sein de la Résistance. Elle participe activement à la libération de Chartres et de ses alentours, puis elle part avec une vingtaine de compagnons libérer Paris. « C’était un délire ! » raconte-t-elle volontiers. 
Elle n'a cependant jamais combattu avec la mitraillette — prise à des Allemands — avec laquelle elle pose sur une photographie devenue célèbre. Une série de clichés sont pris par Jack Belden (en) pour le magazine américain Life. Simone Segouin devient alors un symbole de la Résistance, notamment aux États-Unis.
À Chartres, elle est la seule femme à défiler devant le général de Gaulle.
Pour son courage et son dévouement, elle est décorée en 1946 de la croix de guerre et obtient le grade de sous-lieutenant. Malgré tout, les honneurs ne faisaient pas partie de ses motivations : « J’étais une résistante, un point, c’est tout ! ».
Elle refuse ainsi initialement la Légion d'honneur.
Après la guerre, elle étudie la médecine et devient infirmière pédiatrique.

Femme de caractère, Simone Segouin ne s’est jamais mariée et ses six enfants portent son nom. Toujours à l’écoute de l’actualité et de la politique, elle est « contente de savoir que des jeunes ne sont pas indifférents à cette période de sa vie » et affirme encore et toujours qu’il faut « être fier de ses opinions ». Même si cette période de sa vie lui semble bien loin, Simone Segouin confie : 

« Si c’était à refaire, je le referais parce que je ne regrette rien… Non, je n’ai aucun regret. »

Elle s’éteint le 21 février 2023 à Courville-sur-Eure, à l'âge de 97 ans,.

## Distinctions et hommages

### Décorations
- Chevalière de la Légion d'honneur (14 juillet 2021)[10]
- Croix de guerre 1939–1945

### Hommage
Une rue de Courville-sur-Eure, son lieu de retraite, porte son nom.